# Rôni
Rôni, vlastním jménem Roniéliton Pereira Santos (* 28. duben 1977) je bývalý brazilský fotbalista.

## Reprezentace
Rôni odehrál 5 reprezentačních utkání. S brazilskou reprezentací se zúčastnil Konfederační pohár FIFA 1999.

## Statistiky
| Brazílie | Brazílie | Brazílie |
| Roky     | Záp.     | Góly     |
| -------- | -------- | -------- |
| 1999     | 5        | 2        |
| Celkem   | 5        | 2        |